# 中华人民共和国集会游行示威法
《中华人民共和国集会游行示威法》是中华人民共和国根据宪法制定的关于集会游行示威的专门法律。其宗旨为保障公民依法行使集会、游行、示威的权利，维护公共秩序和社会安定。
1992年5月12日，根据《中华人民共和国集会游行示威法》，国务院批准了《中华人民共和国集会游行示威法实施条例》。
根据本法第五章规定，本法对在华外国人的效力与中国公民相同。此外，各地立法机关可以根据实际情况，制定具体的实施办法。本法不适用于香港及澳门两个特别行政区。

## 对集会、游行、示威的定义
- 集会：指聚集于露天公共场所，发表意见、表达意愿的活动。
- 游行：指在公共道路、露天公共场所列队行进、表达共同意愿的活动。
- 示威：指在露天公共场所或者公共道路上以集会、游行、静坐等方式，表达要求、抗议或者支持、声援等共同意愿的活动。
- 文娱、体育活动，正常的宗教活动，传统的民间习俗活动，不适用本法。

## 条件与限制

### 举行游行、集会、示威的条件
根据《集会游行示威法》，原则上举行集会、游行、示威，必须依照该法规定向主管机关提出申请并获得许可。
但是以下情况例外：
1. 国家举行或者根据国家决定举行的庆祝、纪念等活动；
2. 国家机关、政党、社会团体、企业事业组织依照法律、组织章程举行的集会。

举行集会、游行、示威，必须有负责人。
以国家机关、社会团体、企业事业组织的名义组织或者参加集会、游行、示威，必须经本单位负责人批准。

### 举行游行、集会、示威的限制
若有下列情形之一，则是不被许可的：
1. 反对中国宪法所确定的基本原则的；
2. 危害中国政府所声索的国家统一、主权和领土完整的；
3. 煽动中国境内民族分裂的；
4. 政府认定会直接危害公共安全或者严重破坏社会秩序的。

除此以外，公民不得在其居住地以外的城市发动、组织、参加当地公民的集会、游行、示威。
除了特别批准外，在下列场所周边距离十米内至三百米内不得举行集会、游行、示威：
1. 全国人民代表大会常务委员会、国务院、中央军事委员会、最高人民法院、最高人民检察院的所在地；
2. 国宾下榻处；
3. 重要军事设施；
4. 航空港、火车站和港口。
5. 上述场所的具体周边距离，由当地政府规定。

国家机关工作人员不得组织或者参加违背有关法律、法规规定的国家机关工作人员职责、义务的集会、游行、示威。
举行集会、游行、示威，不得违反治安管理法规，不得进行犯罪活动或者煽动犯罪。

## 政府的保护义务与控制权力

### 保障措施
- 对于依法举行的集会、游行、示威，主管机关应当派出人民警察维持交通秩序和社会秩序，保障集会、游行、示威的顺利进行。
- 依法举行的集会、游行、示威，任何人不得以暴力、胁迫或者其他非法手段进行扰乱、冲击和破坏。
- 为了保障依法举行的游行的行进，负责维持交通秩序的人民警察可以临时变通执行交通规则的有关规定。
- 扰乱、冲击或者以其他方法破坏依法举行的集会、游行、示威的，公安机关可以处以警告或者十五日以下拘留，情节严重，构成犯罪的，依照刑法有关规定追究刑事责任。

### 控制措施

#### 负责人的责任
根据第二十五条规定，经主管机关登记在案的负责人应在举行过程中承担以下责任：
1. 按照许可的目的、方式、标语、口号、起止时间、地点、路线及其他事项进行。
2. 必须负责维持集会、游行、示威的秩序，并严格防止其他人加入。
3. 在必要时，应当指定专人协助人民警察维持秩序。负责维持秩序的人员应当佩戴标志。

#### 对举行计划的控制
根据第二十一、二十二、二十四条规定：
1. 游行在行进中遇有不可预料的情况，不能按照许可的路线行进时，人民警察现场负责人有权改变游行队伍的行进路线。
2. 集会、游行、示威在国家机关、军事机关、广播电台、电视台、外国驻华使馆领馆所在地举行或者经过的，主管机关为了维持秩序，可以在附近设置临时警戒线，未经人民警察许可，不得逾越。
3. 举行集会、游行、示威的时间限于早六时至晚十时，经当地人民政府决定或者批准的除外。

根据第二十七条规定，举行集会、游行、示威，有下列情形之一的，人民警察应当予以制止：

#### 对举行方式的控制
1. 未依照本法规定申请或者申请未获许可的；
2. 未按照主管机关许可的目的、方式、标语、口号、起止时间、地点、路线进行的；
3. 在进行中出现危害公共安全或者严重破坏社会秩序情况的。

#### 处理措施
出现上述情形且不听制止的，人民警察现场负责人有权命令解散；拒不解散的，人民警察现场负责人有权依照国家有关规定决定采取必要措施强行驱散，并对拒不服从的人员强行带离现场或者立即予以拘留。
参加集会、游行、示威的人员越过临时警戒线、进入本法所规定不得举行集会、游行、示威的特定场所周边一定范围或者有其他违法犯罪行为的，人民警察可以将其强行带离现场或者立即予以拘留。
公民在本人居住地以外的城市发动、组织当地公民的集会、游行、示威的，公安机关有权予以拘留或者强行遣回原地。

## 参与者可能承担的法律责任

### 民事责任
在集会、游行、示威过程中，破坏公私财物或者侵害他人身体造成伤亡的，除依照刑法或者治安管理处罚法的有关规定可以予以处罚外，还应当承担赔偿责任。

### 行政处罚
根据第二十八条规定：
举行集会、游行、示威，有违反治安管理行为的，依照治安管理处罚法有关规定予以处罚（第一款）。
举行集会、游行、示威，有下列情形之一的，公安机关可以对其负责人和直接责任人员处以警告或者十五日以下拘留（第二款）：
- 未依照本法规定申请或者申请未获许可的；
- 未按照主管机关许可的目的、方式、标语、口号、起止时间、地点、路线进行，不听制止的；

### 刑事处罚
根据第二十九条规定，出现以下行为的参加人员，将依照刑法有关规定追究刑事责任：
1. 举行集会、游行、示威，有犯罪行为。
2. 携带武器、管制刀具或者爆炸物。
3. 未依照本法规定申请或者申请未获许可，或者未按照主管机关许可的起止时间、地点、路线进行，又拒不服从解散命令，严重破坏社会秩序的。
4. 包围、冲击国家机关，致使国家机关的公务活动或者国事活动不能正常进行。
5. 占领公共场所，拦截车辆行人或者聚众堵塞交通，严重破坏公共场所秩序、交通秩序。

### 申诉和诉讼权利
根据第三十一条规定：
当事人对公安机关依照本法规定给予的拘留处罚决定不服的，可以自接到处罚决定通知之日起五日内，向上一级公安机关提出申诉，上一级公安机关裁定不服的，可以自接到裁决通知之日起五日内，向人民法院提起诉讼。

## 立法背景
20世纪80年代末，中国出现了物价暴涨、腐败横行、文化管制收紧等一系列社会问题，引发群众接连举行大规模的游行示威活动。1986年底，为了防范八六学潮蔓延到北京，北京市人民代表大会常务委员会匆忙通过《北京市关于游行示威的若干暂行规定》，规定游行、示威须提前申请并按照获得批准的内容进行。1989年，北京高校学生根据《中华人民共和国宪法》第三十五条规定“中华人民共和国公民有言论、出版、集会、结社、游行、示威的自由”以及第三十七条规定“中华人民共和国公民的人身自由不受侵犯……禁止非法拘禁和以其他方法非法剥夺或者限制公民的人身自由”，冲破北京市政府的限制进行游行示威。因此，在六四清场后的10月31日，第七届全国人民代表大会常务委员会第十次会议通过《中华人民共和国集会游行示威法》，将对集会、游行、示威的限制扩展至全国。

## 争议
国际人权服务社认为《集会游行示威法》多项规定违背中国自身宪法，78名学者、律师和媒体人于2014年向中国人大提交《集会游行示威法》违宪审查等建议书。